# Europäische Evangelische Allianz
Die Europäische Evangelische Allianz (kurz: EEA) war bei Gründung 1952 die zweite von heute neun eigenständigen Regionen der Weltweiten Evangelischen Allianz (WEA). Eine WEA-Region umfasst üblicherweise einen Kontinent. Ihre Generalsekretäre sind seit 2022 Connie Main Duarte und Jan Wessels. Die EEA organisiert die jährlich stattfindende Generalversammlung (General Assembly) ihrer 35 nationalen Mitglieder und wechselte 2025 ihren Sitz von Brüssel nach Bad Blankenburg. Ihr sind zudem 14 Kirchennetzwerke als assoziierte Mitglieder angeschlossen wie z. B. Trans World Radio oder Jews for Jesus. Präsident ist seit 2014 Frank Hinkelmann
Die EEA ist seit 2015 als Lobbyorganisation im Transparenz-Register des Europäischen Parlaments eingetragen. Sie adressiert dort nach eigener Aussage die Themen Menschenrechte, Meinungsfreiheit, Religionsfreiheit sowie die Entwicklung von Künstlicher Intelligenz im Zusammenhang mit Menschenrechten und der Zukunft unserer Gesellschaft (Original: The development of Artificial Intelligence is closely linked to human rights and the future of our societies).

## Mitglieder
Die EEA hat zwei Arten von Mitgliedsorganisationen (member bodies):

### Nationale Allianzen
| Land                    | Organisation |
| ----------------------- | --- |
| Albanien                | Vëllazëria Ungjillore E Shqipërisë |
| Aserbaidschan           | Evangelical Alliance of Azerbaijan |
| Belgien                 | Belgian Evangelical Alliance > Evangelische Alliantie Vlaanderen > Federale Synode van Protestantse en Evangelische Kerken / Synode Fédéral des Eglises protestantes et évangéliques > Alliance Evangélique Francophone de Belgique |
| Bosnien und Herzegowina | The Protestant Evangelical Alliance of Bosnia and Herzegovina |
| Bulgarien               | Bulgarian Evangelical Alliance |
| Dänemark                | Evangelisk Alliance i Danmark |
| Deutschland             | Deutsche Evangelische Allianz |
| Estland                 | Eesti Evangeelne Allianss |
| Finnland                | Suomen Evankelinen Allianssi |
| Frankreich              | Conseil National des évangéliques de France |
| Griechenland            | Pan-Hellenic Evangelical Alliance |
| Irland                  | Evangelical Alliance Ireland |
| Israel                  | Evangelical Alliance of Israel |
| Italien                 | Alleanza Evangelica Italiana |
| Kosovo                  | Kisha Protestante Ungjillore Kosovës |
| Kroatien                | Protestantsko Evanđeosko Vijeće u Republici Hrvatskoj |
| Litauen                 | Latvijas Evaņģēliskā Alianse |
| Luxemburg               | Lëtzebuerger Evangelesch Allianz / Luxemburger Evangelische Allianz / Alliance Evangélique du Luxembourg |
| Niederlande             | MissieNederland |
| Nordmazedonien          | Evangelical Protestant Initiative |
| Norwegen                | NORME – Norsk Råd for Misjon og Evangelisering |
| Österreich              | Österreichische Evangelische Allianz |
| Polen                   | Alians Ewangeliczny w Polsce |
| Portugal                | Alianca Evangélica Portuguesa |
| Russland                | Russian Evangelical Alliance |
| Schweden                | Svenska Evangeliska Alliansen |
| Schweiz                 | Schweizerische Evangelische Allianz/Réseau Evangélique Suisse |
| Serbien                 | Serbian Evangelical Alliance |
| Slowakei                | Evanjelická Aliancia v Slovenskej Republike |
| Spanien                 | Alianza Evangélica Española |
| Tschechien              | Czech Evangelical Alliance |
| Türkei                  | Protestan Kiliseler Derneği |
| Ungarn                  | Magyar Evangeliumi Aliansz |
| Vereinigtes Königreich  | Evangelical Alliance of the United Kingdom |
| Zypern                  | Cyprus Evangelical Alliance |

### Assoziierte Mitglieder
- Agape Europe
- Compass Europe
- EAAS Europe – Evangelical Alliance of Arabic Speaker in Europe
- ECMI – European Christian Mission International
- ECTE – European Council for Theological Education
- EFCA – Reach Global
- EurECA – European Educators’ Christian Association
- IFES Europe – International Fellowship of Evangelical Students
- Jews for Jesus
- OM – Operation Mobilisation
- SU – Scripture Union
- TWR – Trans World Radio
- WWO Europe – World Without Orphans Europe
- YFCI – Youth for Christ International

## Website
- https://www.europeanea.org